# Chenal Ouest
Der Chenal Ouest (französisch für Westkanal) ist eine Meerenge im Géologie-Archipel vor der Küste des ostantarktischen Adélielands. Sie trennt die Pétrel-Insel im Osten von den Les Sept-Îles im Westen.
Französische Wissenschaftler benannten sie nach ihrer relativen Lage zur Pétrel-Insel.